# Monsta X
Monsta X (на корейски: 몬스타엑스; често изписвано като MONSTA X) е южнокорейска момчешка група, сформирана от Starship Entertainment чрез предаването No.Mercy, излъчвано по канал Mnet през 2015 г. Групата е съставена от 7 членове: Чухон, Шоуню, Кихьон, Хюнгуон, Уонхо, Минхюк и Ай Ем.
Групата дебютира през май 2015 г. с първия си мини албум Trespass. През март 2017 г. Monsta X издава първия си студиен албум The Clan Pt. 2.5: The Final Chapter. Той е финалната част на поредицата „The Clan“, от която са част третият и четвъртият мини албум на групата – The Clan Pt. 1 Lost и The Clan Pt. 2 Guilty, излезли през 2016 г. През май 2017 г., Monsta X подписва договор с агенцията „Mercury Tokyo“ и дебютира със сингъла „Hero“ в Япония.

## История

### 2014 – 2015: Формиране и дебют сTrespassиRush
Групата е формирана като резултат от предаването No.Mercy, дело на Starship Entertainment и Mnet, което стартира през декември 2014. За шоуто участниците работят директно с изпълнители от Starship Entertainment включително Rhymer, San E, Giriboy и Nochang. За заключителната мисия девет от останалите членове трябва да формират три групи от по трима изпълнители в тях и финалните седем, Джухон, Шоуно, Кихьон, Хьонгуон, Уонхо, Минхюк и Ай Ем, биват определени в последния епизод на предаването. I.M е единствения участник, който е добавен на по-късен етап в шоуто и става част от финалната група. Името на групата, „Monsta X“, има двойното значение на „чудовища, които завладяват к-поп сцената“ и на „моя звезда“ (Mon на френски означава „мой“). X символизира непознатото. Чухон, Хьонгуон и I.M също пускат своята песен „Interstellar“ на 12 февруари. Тя е част от финалната мисия на предаването и е продуцирана от Yella Diamond.
Monsta X правят своят дебют на 14 май 2015 година с мина албума Trespass. Главната песен със същото име е продуцирана от Rhymer и е описана като „силен и рязък трак, който отразява уникалния стил на Monsta X“. Албумът включва седем други трака като рапърът Чухон има най-голямо участие в продуцирането му и композицията на няколко от песните, включително „One Love“, „Steal Your Heart“, и „Blue Moon“. Другият рапър на Monsta X – I.M също взима участие в написването на рапа на някой от песните. Кихьон и Уонхо стоят зад създаването на текстовете на песните за албума.
На 1 септември групата се завръща с втори мини албум озаглавен Rush. Главната песен със същото име е описана като песен, представяща запазения стил на групата и е продуцирана от Giriboy. Keone Madrid стои зад хореографията на танца и Чу Хи-сон е режисьора зад музикалното видео. Rush включва шест трака продуцирани от Mad Clown, Crybaby и Rhymer. Чухон също има участие по създаването на рапа за пет от шестте песни, докато I.M е взима участие в четири от тях, включително главната песен „Rush“. През 2015 година Monsta X взимат участие в KCON 2015 в Лос Анджелис, което е и първото им изпълнение на сцена в Америка. По време на Mnet Asian Music Awards, Monsta X получава наградата „Следващо поколение азиатски изпълнител“. Те също са наградени и с „1theK Performance Award“ по време на Melon Music Awards през 2015 година.

### 2016:The Clan 2.5 Част 1 LostиThe Clan 2.5 Част 2 Guilty
През януари 2016 година групата стана част от нова развлекателна програма с името „MONSTA X’s Right Now“. През април същата година Monsta X взима участие в китайското предаване „The Remix“, което се излъчва през юни по Jiangsu Television. Шоуто провежда съревнование по ремиксиране на музика и всеки един от участниците получава урок от предоставения му ментор и изпълнява произведението, което е ремикс на представителна китайска музика, след това на сцена. Monsta X също имат участие в уеб драмата Good Evening, Teacher, за която получават положителни отзиви от местните зрители.
Третият мини албум на Monsta X – The Clan Pt. 1 Lost излиза на 18 май с главния трак от него „All In“. Музикалното видео е дело на режисьора Шин Донг-къл, който е познат със своя мечтателен стил на представяне на кадрите и има зад гърба си награди от Canada International Film Festival. Албумът дебютира под № 5 в класацията на Billboard за световни албуми и остава там за две последователни седмици. На 9 май групата пуска предварителна песен от същия албум „Ex girl“ с участието на Хуиин отMamamoo. Албумът поставя началото на голям проект с името „THE CLAN“, включваш две части и половина в себе си.
През юли 2016, Monsta X провеждат първия си соло концерт – MONSTA X The First Live „X-Clan Origins“, който е два дни – 16-и и 17 юли и билетите му се разпродават успешно в първите пет минути от пускането си. През август 2016, Monsta X заедно с колежките си от същия лейбъл Cosmic Girls стават част от юнит група – Y Teen, която промотира телефонните тарифи на KT Corporation – най-голямата телефонна компаня в Корея и пускат съвместна песен и видео към нея. Monsta X се завръщат в началото на октомври с четвърти мини албум и втора част от своята „The Clan“ поредица, озаглавен The Clan 2.5 Pt. 2 Guilty. Той се появява на 4 октомври с главната песен „Fighter“ и музикално видео към нея. През декември групата е наградена с „Best of Next Male Artist Award“ на Mnet Asian Music Awards за 2016 година.

### 2017:The Clan Pt. 2.5: The Final Chapter, дебют в Япония иShine Forever
През януари 2017 година групата пусна собствено развлекателно предаване с името „Monsta X-Ray“ по JTBC2. През март 2017 Monsta X пуснаха първия си студиен албум и финална част от поредицата „The Clan“ – The Clan Pt. 2.5: The Final Chapter, с главната песен от него „Beautiful“. Той дебютира под №1 в класацията за световни албуми на Billboard с продадени повече от 1000 копия, което прави това най-добрата седмица по продажби на групата в Америка. Monsta X също се наредиха в Топ 10 на класацията на Billboard за горещи албуми. Допълнително главният трак „Beautiful“ дебютира под номер 4 в класацията на Billboard за най-високи продажби на световна дигитална песен.
През май 2017, Monsta X поставиха дебюта си в Япония под новоформирания лейбъл на Universal Music – Mercury Tokyo с първия си японски сингъл „Hero“, който включва японските версии на пуснатите преди това на корейски език песни „Hero“ и „Stuck“. Първият японски сингъл „Hero“ се изкачва до номер 2 в седмичната класация за сингли на Oricon, класацията на Tower Record и седмичната класация на японския Billboard под № 1 и съответно № 2. „Hero“ е единственият албум от чуждестранен изпълнител, дебютирал през 2017 година и успял да влезе в топ 3 на седмичните класации на Oricon.
На 19 юни 2017 Monsta X пускат рипакидж версия на The Clan Pt. 2.5: The Final Chapter с името Shine Forever, в която влизат оригиналните песни от предишния албум плюс две допълнителни – „Shine Forever“ и „Gravity“, като главната песен „Shine Forever“ включва рап написан от изпълнителите Чухон и I.M. Тя представлява денс песен, комбинирала в себе си фючър бейс и хип-хоп. През юни групата също поставя началото и на първото си световно турне – The First World Tour – Monsta X Beautiful. В допълнение към това, вторият сезон на предаването „Monsta X-Ray“ започва излъчването си през юли. Същият месец, на 27 юни, Monsta X пуска лятната си песен „Newton“, а музикалното видео към нея е продуцирано от Ю Сонг-гьон от Sunny Visual.
На 23 август 2017 групата пусна втория си японски сингъл „Beautiful“, който включва японските версии на „Beautiful“ и „Ready or Not“. Той се изкачва под номер едно в дневните класации на Oricon.

## Членове
- Шоуно [Сон Хьону] (на корейски 셔누)[41][42] е един от петте вокалисти на групата.[1] Той е бил трейни в JYP Entertainment[43] и работел като танцьор за Хьорин преди да се присъедини към Starship Entertainment.[44] През 2016 той влиза в състава на денс програмата на Mnet – Hit the Stage[45] както и в този на предаването Law of the Jungle, чийто снимки са в Папуа Нова Гвинея.[46] През ноември той също участва в предаването на OnStyle – Lipstick Prince.[47]

- Уонхо [Лий Хосок] (на корейски 원호)[41][48] е един от вокалистите на групата.[1] Той също така е талантлив композитор и стои зад песните от първия пълен албум на групата – „Oi“, „I'll be there.“ и „5:14(Last page)“.

- Минхюк [Лий Минхюк] (на корейски 민혁)[41][49] е един от вокалистите на групата.[1] Той е много талантлив певец.

- Кихьон [Ю Кихюн] (на корейски 기현)[41][50] е главният вокал на групата.[1] През 2015 година Кихьон и Джухон биват изпрани да запишат саундтрака към корейската драма Orange Marmalade още преди да са дебютирали официално. Песента „Attractable Woman“ излиза през май и е продуцирана от Crazy Park и неговия екип.[51] Кихьон също така е взел участие в третата част на саундтрака на драмата на MBC – She Was Pretty с песента „One More Step“.[52]

- Хьонгуон [Че Хьонгуон] (на корейски 형원)[41][53] е един от вокалистите на групата.[1] Преди да стане част от Monsta X той е добре познат като модел и е участвал в серия модни шоута.[1][54] Поставя актьорския си дебют в уеб драмата Brother Jeongnam,[55] чието име по-късно е сменено на Please Find Her.[56] Първият епизод се излъчва на 1 март 2017 година като включва 2 епизода по 60 минути по каналите KBS2 и KBS World.[57] Хьонгуон се занимава още с диджействане, където е известен под името DJ H.One и има изпълнения по турнетата на групата и денс фестивали като Ultra Korea.[5]

- Джухон [Лий Джухон] на корейски 주헌)[41][58] е рапърът на групата.[1] През 2015, още преди официалния си дебют, заедно с Кихьон взима участие в саундтрака на корейската драма Orange Marmalade.[51] Чухон също има зад гърба си трака „Coach Me“, където си партнира със San E и Hyolyn.[59] През 2016 той е едиин от продецентите в хип-хоп предаването на JTBC – Tribe of Hip Hop.[60]
- Ай Ем [И Чанг Кьон] (на корейски 아이엠)[41][61] е втория рапър в групата наравно с Чухон.[1] Истинското му име е Им Чангкюн (на корейски 임창균). През 2016 година I.M си партнира с певеца и текстописец Brother Su за песента „Madeleine“, в която участва още и J. Han. Видеото към песента е вдъхновено от френския филм Attila Marcel.[62]

## Дискография

### Мини Албуми
- Trespass (2015 г.)
- Rush (2015 г.)
- The Clan Pt.1 Lost (2016 г.)
- The Clan Pt. 2 Guilty (2016 г.)
- The Code (2017 г.)
- The Connect (2018 г.)

### Студийни албуми
- The Clan Pt. 2.5: The Final Chapter (2017 г.)
- Piece (2018 г.)
- Take.1 Are You There? (2018 г.)
- Take.2 We Are Here (2019 г.)

### Драми
| Година | Разпространител | Сериал                | Роля              | Източник |
| ------ | --------------- | --------------------- | ----------------- | -------- |
| 2015   | KBS2            | The Producers         | Гостуващо участие | [ 63 ]   |
| 2015   | NAVER TV Cast   | High-End Crush        | Гостуващо участие | [ 64 ]   |
| 2016   | iQiyi           | Good Evening, Teacher | Гостуващо участие | [ 17 ]   |
| 2017   | KBS2            | Hit the Top           | Гостуващо участие | [ 65 ]   |

### Риалити предавания
| Година      | Разпространител       | Шоу               | Източник |
| ----------- | --------------------- | ----------------- | -------- |
| 2014 – 2015 | Mnet                  | No.Mercy          | [ 2 ]    |
| 2014 – 2015 | 1theK YouTube Channel | Deokspatch        |          |
| 2015        | 1theK YouTube Channel | Deokspatch X      | [ 5 ]    |
| 2015        | 1theK YouTube Channel | Deokspatch X²     |          |
| 2016        | 1theK YouTube Channel | Right Now!        | [ 15 ]   |
| 2017        | Naver\|Naver V Live   | No Exit Broadcast | [ 66 ]   |
| 2017        | JTBC2                 | Monsta X-Ray      | [ 29 ]   |
| 2017        | JTBC2                 | Monsta X-Ray 2    | [ 37 ]   |

## Турнета

### Азиатски турнета
- MONSTA X The First Live „X-Clan Origins“ (2016 – 2017 г.)
- Japan First Live Tour (2018 г.)

### Световни турнета
- The First World Tour – Monsta X Beautiful (2017 г.)
- The Second World Tour „The Connect“ (2018 г.)
- The Third World Tour „We Are Here“ (2019 г.)